# Disown
В bash, команда disown є вбудованою командою що використовується для вилучення job з таблиці джобів, чи для переведення job в стан в якому сигнал SIGHUP не відсилається процесу, якщо батьківська оболонка його отримує (наприклад якщо користувач розлогінюється).

## Дивись також
- nohup, команда POSIX для ігнорування сигналу HUP
- Job Control in Unix Systems

## Зовнішні посилання
- Bash Reference Manual: Job Control Builtins [Архівовано 23 серпня 2011 у WebCite]